# Patrick Mühren
Patrick Mühren (Volendam, 19 februari 1964) is een Nederlands drummer en muziekproducent. Al op een leeftijd van veertien jaar mixte hij de live-optredens van The Cats. Hij werkte als producer/technicus voor onder meer Within Temptation, Marco Borsato, Gordon, Trijntje Oosterhuis, Waylon, Roel van Velzen, Petra Berger en Jan Akkerman, en ook voor verschillende buitenlandse artiesten als 50 Cent en Madness.

## Biografie
Als zoon van Arnold Mühren, de vroegere bassist van The Cats en daarnaast sinds circa 1972-73 eigenaar van zijn eigen muziekstudio aan huis, werd Patrick van jongs af wegwijs met muziekopnames. Toen zijn vader een dure recorder met 24 sporen aanschafte, mocht hij de gratis meegeleverde magneetband hebben om met het apparaat te 'spelen'. Zo leerde hij als kind zijn gehoor te trainen en afwijkende geluiden en vervormingen te herkennen.
Hij was er aan het begin bij om de 8 sporenrecorder te repareren en opnieuw te solderen, voorafgaand aan de opname van het album File under popular (1975) van Specs Hildebrand. Dit werd zowel voor de artiest als voor de studio het debuutalbum. Op een leeftijd van veertien jaar mixte hij de liveoptredens van The Cats. Ook regelde hij tijdens zijn tienerjaren het geluid tijdens de liveoptredens van Jen Rog.
Daarnaast leerde hij zichzelf drummen. Hij is bijvoorbeeld te horen op verschillende opnames van The Cats, waaronder als drummer op de single Stay in my life (1983) en door zijn programmering van de drumcomputer op Third life (1983) en Flyin' high (1985). Tijdens zijn middelbareschooltijd had hij in de vakanties een bijbaan bij D&R Electronnics (Duco de Rijk) in Weesp en na zijn schooltijd kwam hij hier voltijds in dienst. Hier bouwde hij mengpanelen. In 1982 accepteerde hij het aanbod om drummer te worden voor Spryng & Maribelle, zodat hij de eerstvolgende tien jaar als professioneel muzikant de kost verdiende.
Nadat Maribelle rond 1990 verderging als solozangeres, ging Mühren aan het werk als technicus en producer bij zijn vader. Hiermee begonnen ze aan een lange samenwerking en op een gegeven moment is hij ook mede-eigenaar geworden van Studio Arnold Mühren. Een van de albums waar hij als eerste aan werkte is Sento (1991) van Marco Borsato. Sindsdien heeft hij aan al diens albums en dvd's meegewerkt. Ook produceerde hij de eerste albums van Gordon en werd diens debuutsingle Kon ik maar even bij je zijn een grote hit in Nederland.
Andere artiesten waarvoor hij als technicus of producer heeft gewerkt, zijn Petra Berger, Madness, Waylon, Roel van Velzen, Within Temptation, Jan Akkerman, BZN, 3JS, Van Dik Hout, Acda & De Munnik. Twarres, Treble, Paul de Leeuw, Ferry van Leeuwen, Franklin Brown, Bluebus, Case Mayfield en een groot aantal meer. De rapper 50 Cent nam toen hij in Nederland was zes nummers in hun studio op. Ook werkte Mühren aan de opnames van de musical Jesus Christ Superstar (2005 of 2007) die in Volendam op 72 sporen live werd opgenomen.